# 唐喬凡尼

《唐喬凡尼》（義大利語：Io, Don Giovanni）是2009年的義大利-西班牙合製古裝劇情片，由西班牙導演卡洛斯·索拉執導，義大利演員羅倫佐·波度奇和奧地利演員多俾亞斯·莫瑞提等主演。影片力求再現18世紀時與莫札特合作的塡詞人洛倫佐·達·彭特的生平。

## 主要角色
- 羅倫佐·波度奇（英语：Lorenzo Balducci） 飾 洛倫佐·達·彭特
- 愛蜜利亞·維眞內莉 飾 安妮塔
- 多俾亞斯·莫瑞提（英语：Tobias Moretti） 飾 賈科莫·卡薩諾瓦
- 李諾·關西耶里（英语：Lino Guanciale） 飾 沃夫岡·阿瑪迪斯·莫札特
- 顏尼歐·范塔士蒂契尼（英语：Ennio Fantastichini） 飾 安東尼奧·薩里耶利
- 法蘭西斯柯·巴里利（英语：Francesco Barilli） 飾 韋斯柯沃

## 發行
《唐喬凡尼》於2009年9月12日在加拿大多倫多國際影展首映，同年10月20日在義大利羅馬電影節首映，10月23日正式上映。而在其他國家，比如西班牙和日本則遲至2010年才上映。影片的預算為1千萬美元。

## 獎項
影片於2010年的第23屆歐洲電影獎提名最佳藝術指導獎。

## 外部連結
- 互联网电影数据库（IMDb）上《唐喬凡尼》的资料（英文）
- FilmAffinity上《唐喬凡尼（页面存档备份，存于）》的資料 （西班牙文）
- 開眼電影網上《唐喬凡尼》的資料（繁體中文）
- Yahoo奇摩電影上《唐喬凡尼》的資料（繁體中文）